# ジョゼップ・リュイス・アルビニャナ
ジョゼップ・リュイス・アルビニャナ（カタルーニャ語: Josep Lluís Albinyana）ことジョゼップ・リュイス・アルビニャナ・イ・オルモス（カタルーニャ語: Josep Lluís Albinyana i Olmos、1943年4月25日 - ）は、スペイン・バレンシア県バレンシア市出身の政治家。1978年から1979年までバレンシア州首相を務めた。1977年から1980年までスペイン下院議員を務めている。